# 홍성표 (배우)
홍성표는 대한민국의 배우이다.

## 드라마
- 2023년 웹드라마 밤이 되었습니다 - 남연우 역

## 영화
- 2023년 리바운드 - 빡빡 머리 역